# Де Вилде, Тео
Теодорюс (Тео) де Вилде (нидерл. Theodorus "Theo" de Wilde; 9 сентября 1927, Гойрле — 11 апреля 1975, Тилбург) — нидерландский футболист, игравший на позициях защитника и полузащитника, выступал за тилбургский клуб НОАД.

## Карьера
В 1951 году де Вилде в возрасте двадцати трёх лет перешёл в футбольный клуб НОАД из Тилбурга, до этого он выступал также за местный клуб «Велоситас». В команде дебютировал 9 сентября в матче чемпионата Нидерландов против клуба «Шевремонт», сыграв на позиции защитника вместе с ван Осом. Встреча завершилась победой НОАД со счётом 1:0. В первом сезоне занял с клубом 8-е место в группе D чемпионата.
В переходном сезоне 1955/56 его команда заняла 9-е место в группе А чемпионата и по итогам стыковых матчей получила право выступать в новом турнире — Эредивизи, едином чемпионате страны. Первую игру в новом чемпионате Тео провёл 2 сентября 1956 года против клуба БВК Амстердам — на стадионе «Индюстристрат» его команда уступила гостям со счётом 1:3. Всего за сезон провёл 30 матчей в чемпионате — НОАД в первом в истории сезоне Эредивизи занял 12-е место.
За три сезона в Эредивизи де Вилде сыграл 86 матчей и забил 2 гола.

## Личная жизнь
Тео родился в сентябре 1927 года в городе Гойрле. Отец — Ваутерюс де Вилде, был родом из Гойрле, мать — Йоанна Адриана Эйенс, родилась в бельгийской коммуне Барле-Хертог. Помимо Тео, в их семье было ещё десять детей — пятеро сыновей и дочерей.
Был женат на Граде Марии Фиттерс, уроженке бельгийского Влеймена — их брак был зарегистрирован 30 августа 1955 года.
Умер в апреле 1975 года в возрасте 47 лет в городе Тилбург. В марте 2010 года его вдова умерла в возрасте 95 лет.